# Charles Nicolas Tocquot
Charles Nicolas Tocquot est un homme politique français né le 19 juin 1752 aux Paroches (Meuse), où il est décédé le 7 août 1820.

## Biographie
Cultivateur, il devient juge de paix en 1790 et est élu député de la Meuse en 1791, siégeant dans la majorité réformatrice. Réélu à la Convention, il vote pour la détention de Louis XVI. Il démissionne le 10 avril 1793.